# Gundobad
Gundobad (452 – 516) là Vua của Burgundia (473 - 516), kế vị cha ông là Gundioc xứ Burgundy. Dưới thời Đế quốc Tây La Mã ông giữ chức Patrician từ năm 472 đến 473 nối tiếp người chú Ricimer.

## Tiểu sử

### Thuở ban đầu
Gundobad nắm giữ chức vụ Patrician sau khi chú ông là Ricimer, kẻ thao túng triều chính Tây La Mã, lâm trọng bệnh mất vào ngày 18 tháng 8 năm 472. Theo sử gia John xứ Antioch cho biết thì chính Gundobad là người đã xử tử vị Hoàng đế bị phế truất là Anthemius theo lệnh của chú ông.
Nắm quyền bính trong tay, Gundobad đã đưa viên comes domesticorum (một chức quan hành chính Cổ La Mã) là Glycerius, từng giữ chức chỉ huy trưởng đội vệ binh hoàng gia trong triều đình ở Ravenna, lên ngôi Hoàng đế Tây La Mã. Sau khi cha mất, Gundobad lên kế vị ngôi vua thì vấp phải sự chống đối của ba người anh em khác là Godegisel, Chilperic II và Gundomar. Sử gia Ian Wood nói rằng Gundobad đã kịp thời nhận ra âm mưu này liền chuyển hướng liên kết với vị tân Hoàng đế Julius Nepos, người được sự hỗ trợ của Hoàng đế Đông La Mã tại Constantinopolis. Vào tháng 6 năm 474, Julius Nepos hạ lệnh phế truất Glycerius ở Portus rồi sau phong ông này làm Giám mục xứ Salona (nay là Split).

### Trị vì
Những sự kiện trong năm đầu thời kỳ cầm quyền của Gundobad sử liệu ghi chép rất sơ sài, chỉ có sử gia Gregory xứ Tours là có viết về thời kỳ này tuy không đi sâu vào chi tiết cụ thể. Theo Gregory cho biết thì Gundobad đã dùng mọi cách loại bỏ các anh em của mình nhằm củng cố chức vị và ổn định nội bộ triều chính. Trước tiên là xử lý Gundomar, mặc dù ít có tài liệu nào cho biết rõ chi tiết về cuộc giao tranh này.
Kế tiếp là Chilperic. Theo Gregory cho biết thì Gundobad còn sai người dìm chết vợ ông này và còn đày hai người con gái của Chilperic. Trưởng nữ Chroma bị đày đến một tu viện làm nữ tu. Người thứ hai là Clotilde được Gundobad gả cho Clovis I, Vua xứ Frank để kết tình hòa hiếu và nhận được sự ủng hộ ngôi Vua của Burgundia về ông.
Tuy nhiên, thông qua lá thư mà Avitus, Giám mục Vienne viết gửi cho Gundobad nhằm an ủi ông về cái chết của cô con gái giấu tên, từ đó hé mở làm sáng tỏ một vài chi tiết của câu chuyện. Theo lời giải thích của Danuta Shanzer và Ian Wood khi nghiên cứu vài đoạn văn trong bức thư mà Giám mục Avitus viết bằng chữ Latin như sau, "Trong quá khứ, với tính dịu hiền đến khó tả, ngài sẽ phải thương tiếc cho những người anh trai của ngài". Hơn nữa, Avitus còn ám chỉ rằng Gundobad dự tính gả cô con gái đã khuất cho một người cai trị ngoại quốc, người mà ông nghi ngờ đó chính là Clovis: "Thật vậy," họ viết, "Clovis thực sự là ứng cử viên duy nhất xứng đáng là người con rể tương lai của Gundobad ngay sau năm 501". Nếu lời nói của Avitus là chính xác thì có khả năng Clotilde chỉ là người thay thế cho Clovis, y như một hành động ngoại giao không phụ thuộc.
Từ năm 494 đến 496, Giám mục Epiphanius xứ Pavia đã tới viếng thăm xứ Burgundy, nhằm mai mối cho cuộc hôn nhân giữa con trai của Gundobad là Sigismund với con gái của Theodoric là Ostrogotho. Trong đợt viếng thăm này, học giả Magnus Felix Ennodius, đã mô tả Godegisel y như anh vua thực sự chứ không phải còn là vua nữa, chi tiết này trái ngược lại với tài liệu của Gregory xứ Tours.
Gregory xứ Tours mô tả trận chiến giữa Gundobad và người anh thứ ba là Godegisel đã diễn ra từ lâu. Mỗi bên đều ra sức lôi kéo Clovis ủng hộ phe mình. Clovis theo về với Godegisel, người thường xuyên triều cống cho ông; Wood nhận xét một cách hóm hỉnh rằng vợ Clovis là Clotilde mà cha bà đã bị Gundobad giết chết, "Không giống như là đang khuyến khích mối quan hệ tốt đẹp giữa người Frank và người Burgundy". Liên quân của Clovis và Godegisel đã đánh bại quân đội của Gundobad. Gundobad thua bỏ chạy nhưng vua Clovis truy đuổi ông đến tận Avignon. Gundobad sợ rằng điều tồi tệ sẽ xảy ra khi quân Clovis đuổi theo đến tận cổng thành. Sức cùng lực kiệt, ông đành phái sứ giả của mình là Aridius tới thuyết phục Clovis tha cho Gundobad đổi lại người Burgundy sẽ triều cống hằng năm. Nhà biên niên sử Marius xứ Avenches ước tính cuộc xung đột xảy ra vào khoảng năm 500.
Ít lâu sau, Gundobad bãi bỏ việc triều cống và ngay lập tức tiến quân vây hãm Vienne, nơi Godegisel đang trú đóng ở đấy. Bị bao vây lâu ngày cộng với lương thực cạn kiệt dần đe dọa trực tiếp đến việc giữ Vienne, vì lo sợ cho sự an nguy của bản thân nên Godegisel đã ra lệnh trục xuất dân chúng ra khỏi thành phố. Việc trục xuất đã xúc phạm đến thợ thủ công trong thành phố, sau đó họ liền chạy tới chỗ Gundobad, với sự trợ giúp của họ, Gundobad tìm thấy cống dẫn nước liền cho phá hủy nó khiến nước chảy tràn vào trong thành phố, gây thiệt hại nặng cho quân phòng thủ. Cuối cùng vào năm 501, Godegisel đành phải hạ lệnh ra đầu hàng Gundobad và giao nộp thành phố cho ông, Gundobad lập tức sai người hạ sát Godegisel trong một nhà thờ Arian với sự chứng kiến của các Giám mục.
Trừ khử xong ba người anh em của mình, Gundobad phải lo đối phó với sự can thiệp từ các vương quốc man rợ khác thông qua Trận Vouillé. Ông được vua Theoderic Đại đế gửi thư nhờ tới hòa giải giữa hai vị vua người rợ là Alaric II và Clovis. Bất chấp nỗ lực hòa giải của Theoderic, cả hai vị vua gặp nhau tại Vouillé và Alaric đã bị Clovis giết chết; Theo sử gia Isidore xứ Seville thì Gundobad đã tới hỗ trợ cho Clovis trong trận chiến này. Isidore còn cung cấp một chi tiết khác là Gundobad đã khai thác sự yếu kém của người Visigoth bằng cách điều quân cướp phá vùng Narbonne tại một vài nơi khoảng trước năm 510.

### Cuối đời
Sau khi Vua Clovis xứ Frank mất vào năm 511, người Burgundy đã trở thành một trong những man tộc có uy thế lớn nhất ở Gaul. Gundobad còn nhận được sự ủng hộ từ triều đình Byzantine tại Constantinopolis bằng cách ban cho ông tước vị magister militum (Thống lĩnh quân đội). Vào năm 516, Gundobad trở bệnh nặng rồi qua đời trong yên bình tại vương quốc của ông, con trưởng là Sigismund lên kế vị ngôi Vua của Burgundia. Ngoài Sigismund ra Gundobad còn có thêm một người con trai khác là Godomar, người sẽ kế thừa ngôi vị sau khi người anh cả là Sigismund mất năm 524. 

## Văn bản
Trong một số bản thảo của Lex Burgundionum, Gundobad là tên của một đạo luật được xuất bản vào ngày 29 tháng 3 trong năm thứ hai triều đại của ông. Tuy nhiên có một số mâu thuẫn trong việc gán cho cái tên này, và LR deSalis đề xuất một phiên bản phục hồi của đoạn này không bao gồm ngày tháng và nó khá phù hợp với triều đại của con trai ông là Sigismund. Mặc dù bà ấy chấp nhận có khả năng lớn rằng Lex Burgundionum như họ có là sản phẩm của triều đại Sigismund, học giả Katherine Fisher Drew vẫn cho rằng cốt lõi của đạo luật này chính là sản phẩm của Gundobad hoặc quan tể tướng của ông.
Những lá thư của Giám mục Avitus và Cassiodorus cung cấp cái nhìn thoáng qua về khía cạnh năng lực trí tuệ của Gundobad. Avitus, một Giám mục Công giáo, trả lời những câu hỏi do một tín đồ Thiên Chúa giáo Arian đưa ra nhằm bàn về tôn giáo, trong nhiều bức thư cho thấy dưới thời Gundobad trị vì, một sự khoan dung tôn giáo đáng ngạc nhiên đã xuất hiện trong thời gian này, và có thể là lý do vì sao Gregory xứ Tours cuối đời đã bí mật cải đạo sang Công giáo. Cassidorus Variae còn bao gồm một chồng những lá thư thảo luận làm món quà ngoại giao gửi một phần cho Gundobad.